# Afrikanische Waldmäuse
Die Afrikanischen Waldmäuse (Hylomyscus) sind eine Nagetiergattung aus der Gruppe der Altweltmäuse (Murinae). Die Gattung umfasst zehn Arten.
Afrikanische Waldmäuse erreichen eine Kopfrumpflänge von 7 bis 12 Zentimetern, der Schwanz misst 8 bis 17 Zentimeter und ihr Gewicht beträgt 8 bis 42 Gramm. Sie sind an der Oberseite rotbraun bis graubraun gefärbt, die Unterseite ist weißgrau. Ihr Fell ist weich, die Schnauze ist zugespitzt, die Ohren sind groß.
Diese Nagetiere leben in Afrika südlich der Sahara. Ihr Lebensraum sind Wälder und andere dicht mit Unterholz bestandene Gebiete. Sie sind nachtaktive Baumbewohner, die schnell und geschickt durch das Geäst klettern. Tagsüber ziehen sie sich in selbst gemachte Blätternester zurück, die sie in Baumhöhlen oder anderen Unterschlupfmöglichkeiten anlegen. Ihre Nahrung besteht aus Früchten und anderen Pflanzenteilen, in geringem Ausmaß fressen sie auch Insekten.

## Systematik
Es werden neun Arten unterschieden:
- Hylomyscus aeta ist von Kamerun bis Uganda verbreitet.
- Hylomyscus alleni kommt von Guinea bis Gabun vor.
- Hylomyscus baeri lebt in Westafrika, von Sierra Leone bis Ghana.
- Hylomyscus carillus bewohnt das westliche und mittlere Angola.
- Hylomyscus denniae bewohnt verschiedene Bergländer im östlichen Afrika.
- Hylomyscus grandis kommt nur im Bereich des Mount Oku in Kamerun vor.
- Hylomyscus heinrichorum, wurde 2015 als eigenständige Art beschrieben. Die Art kommt im westlichen Angola vor.[1]
- Hylomyscus kerbispeterhansi, wurde ursprünglich der Unterart H. denniae vulcanorum zugeordnet und 2014 als eigenständige Art beschrieben. Die Art kommt im westlichen Kenia und möglicherweise an den ugandischen Hängen des Mount Elgon vor.[2]
- Die Kleine Zwergwaldmaus (Hylomyscus parvus) ist von Kamerun bis in die Demokratische Republik Kongo verbreitet.
- Hylomyscus stella lebt zwischen Nigeria und Tansania.

Die meisten Arten sind laut IUCN ungefährdet. Besonderes Augenmerk verdienen jedoch die Arten H. baeri, die als „stark gefährdet“ (endangered) gilt und H. grandis, die als „vom Aussterben bedroht“ (critically endangered) gelistet wird.
Systematisch ist die Gattung Teil der Stenocephalemys-Gruppe.